# Vassilis Alexakis
Vassilis Alexakis (en grec : Βασίλης Αλεξάκης / Vasílis Alexákis), né le 25 décembre 1943 à Athènes, et mort le 11 janvier 2021 dans cette même ville,, est un écrivain franco-grec, auteur d'une importante œuvre romanesque. Il écrit à la fois en français et en grec, sa langue maternelle.

## Biographie
À l'âge de 17 ans, Vassilis Alexakis reçoit une bourse et emménage à Lille pour étudier le journalisme. La bourse étant insuffisante, il doit travailler à la plonge dans un restaurant. Après ses études de trois ans, il rentre en Grèce pour cause de service militaire mais revient s'installer à Paris en 1968 après le coup d'État militaire d'avril 1967.
Diplômé de l'École supérieure de journalisme de Lille (ESJ), Vassilis Alexakis a collaboré comme journaliste, dessinateur humoristique et chroniqueur à plusieurs journaux, dont Le Monde, La Croix, La Quinzaine littéraire et durant quinze ans Le Monde des livres. À la radio, il a régulièrement participé à l'émission Des Papous dans la tête sur France Culture et a écrit des pièces radiophoniques[source insuffisante].
Bien que fréquemment présenté dans la presse comme un écrivain franco-grec,, Vassilis Alexakis déclare ne jamais avoir entrepris de démarche pour obtenir la nationalité française, se considérant comme un « écrivain grec francophone »,.

## Écriture
Son œuvre, partagée entre deux cultures, est empreinte d'une tendre ironie et nous fait pénétrer au cœur de l'histoire intime et universelle. Au sujet de l'usage de ses deux langues dans son œuvre, Vassilis Alexakis fait remarquer qu'« il y a d'abord eu la période française. J'ai écrit en français les trois premiers romans, où le contact avec la langue est encore relativement distant. Il m'est plus facile de faire de l'humour en français, du coup ce sont des livres plus légers. Il y a, ensuite, un virage avec Talgo, le premier livre écrit en grec où je fais la preuve que ma manière d'écrire reste la même en passant d'une langue à l'autre, que je ne trahis aucune des deux langues et qu'aucune ne me trahit ».
Dans la logique de sa revendication d'une double culture, il s'est opposé récemment aux restrictions qui touchent l'immigration en France : « L'identité française est le produit d'un dialogue avec le monde qui a commencé il y a bien longtemps, bien avant la naissance de la France et qui est aussi ancien que le mot dialogue lui-même. L'attachement que j'ai pu avoir pour ce pays quand j'étais adolescent était dû en partie à des étrangers, ou tout au moins à des Français d'origine étrangère, à Van Gogh et à Salvador Dali, à Kopa et à Piantoni, à Beckett et à Ionesco. [...] Dans un pays où le tiers de la population est issu de l'immigration, faire obstacle à l'arrivée de nouveaux étrangers est une façon de mettre en péril plutôt que de sauvegarder l'identité française ».

## Œuvre

### Romans et récits
- Le Sandwich, Julliard, 1974, 202 p. ; réédition chez Stock, 2013  (ISBN 978-2-234-07531-3)
- Les Girls du City-Boum-Boum, Julliard, 1975, 188 p.
- La Tête du chat, Le Seuil, 1978, 157 p.  (ISBN 2-02004891-4)
- Talgo, Le Seuil, 1983, 157 p.  (ISBN 2-020-06334-4)

traduit du grec par l'auteur
- Contrôle d’identité, Le Seuil, 1985, 192 p.  (ISBN 2-020-08675-1)
- Paris-Athènes, Le Seuil, 1989, 214 p.  (ISBN 2-02-010470-9)
- Avant, Le Seuil, 1992, 236 p.  (ISBN 2-020-13000-9)

prix Alexandre-Vialatte 1992 ; prix Charles-Exbrayat 1992 ; prix Albert-Camus 1993
- La Langue maternelle, Fayard, 1995, 392 p.  (ISBN 2-213-59530-5)

prix Médicis 1995
- Le Cœur de Marguerite, Stock, 1999, 426 p.  (ISBN 2-234-05157-6)
- Les Mots étrangers, Stock, 2002, 320 p.  (ISBN 2-234-05503-2)
- Je t’oublierai tous les jours, Stock, 2005, 283 p.  (ISBN 2-234-05797-3)
- Ap. J.-C., Stock, 2007, 396 p.  (ISBN 978-2-234-05793-7)

grand prix du roman de l'Académie française 2007
- Le Premier Mot, Stock, 2010, 464 p.  (ISBN 978-2-234-06097-5)
- L'Enfant grec, Stock, 2012, 320 p.  (ISBN 978-2-234-06474-4)
- La Clarinette, Le Seuil, 2015, 348 p.  (ISBN 978-2-02-116769-6)

### Nouvelles
- Pourquoi tu pleures ? , Éd. Romiosini-Schwarze Kunst (Allemagne), 1991
  - rééd. illustrations de Jean-Marie Antenen, éd. Quiquandquoi (Suisse), 2001
- Papa : et autres nouvelles, Paris, Fayard, 1997, 186 p.  (ISBN 2-213-59866-5)

prix de la nouvelle de l'Académie française 1997.
- - rééd. Paris, Didier FLE, "Mondes en VF", 2012[12]
- Le Colin d’Alaska, illustrations de Maxime Préaux, Paris, 1999.
- « Je t'oublierai tous les jours », Dix ans sous la Bleue, collectif, Stock, 2004.

### Autres
- Mon amour ! (dessins), 1978
- Les Grecs d’aujourd’hui (guide de voyage), éditions Balland, coll. « Pour voyager au présent », 1979  (ISBN 2-7158-0200-5), 159 p.
- Le Fils de King Kong (aphorismes), 1987
- L’Invention du baiser (aphorismes), illustrations de Thierry Bourquin, 1997.
- L’Aveugle et le Philosophe (dessins), Éd. Quiquandquoi (Suisse), 2006

### Cinéma
- 1967 : Abraham a engendré Isaac, Isaac a engendré Jacob, Jacob a engendré... (Avraam egennise Isaak, Isaak egennise Iakov, Iakov egennise...) court-métrage, avec Yórgos Panoussópoulos : réalisateur, scénariste
- 1982 : Je suis fatigué court métrage[13]
- 1984 : Nestor Carmides passe à l’attaque
- 1989 : La Table
- 1991 : Les Athéniens (grand prix du Festival de Chamrousse 1991)

## Distinctions

### Décorations
- Officier de l'ordre des Arts et des Lettres
- Commandeur de l'ordre du Phénix

### Prix
- 1983 : prix Bonardi pour Talgo
- 1992 : prix Alexandre-Vialatte et prix Charles-Exbrayat, pour Avant
- 1993 : prix Albert-Camus pour Avant
- 1995 : prix Médicis pour La Langue maternelle
- 1997 : prix de la nouvelle de l'Académie française pour Papa et autres nouvelles
- 2003 : prix Édouard-Glissant
- 2007 : grand prix du roman de l'Académie française pour Ap. J.-C.
- 2012 : prix de la langue française pour l'ensemble de son œuvre[14].
- 2017 : Médaille d'or de La Renaissance française pour l'ensemble de son œuvre